# Телеши (Гомельская область)
Телеши (бел. Целяшы́) — деревня в Тереничском сельсовете Гомельского района Гомельской области Республики Беларусь.

## География

### Расположение
В 17 км от железнодорожной станции Якимовка (на линии Калинковичи — Гомель), 20 км на запад от Гомеля.

### Гидрография
На реке Уза (приток реки Сож); на западе мелиоративные каналы.

## Транспортная сеть
Рядом автодорога Жлобин — Гомель. Планировка состоит из дугообразной улицы, ориентированной с юго-востока на северо-запад, к которой с юга присоединяются 2 параллельные между собой улицы с переулками. Застройка двусторонняя, деревянная, усадебного типа.

## История
По письменным источникам известна с XVI века как село Телешковичы. В 1503, 1511, 1525, 1526, 1527 годах село Телешевичи упоминается в материалах в связи с конфликтами между Великим княжеством Литовским и Московским государством. В 1640-х годах согласно инвентарю Гомельского староства 8 дымов, 4 службы, 11 волов, 5 лошадей, 4 пустоши — Мановщина (бел. Манаўшчына), Тихалковская (бел. Ціхалкоўская), Тиравщино (бел. Ціраўшчына), Знаговщина (бел. Знагоўшчына), в Речицком повете Минского воеводства Великого княжества Литовского, принадлежала Чарторыйским. В инвентаре 1752 года указаны размеры налогов, которые обязаны были ежегодно платить местные жители помещику и казне.
После 1-го раздела Речи Посполитой (1772 год) в составе Российской империи. В 1792 году построена деревянная Покровская церковь, а в 1810 году вместо обветшавшего построено новое здание церкви. Через деревню проходила почтовая дорога из Речицы в Гомель. В 1848 году центр Телешевской волости (до 9 мая 1923 года) Белицкого, а с 1852 года Гомельского уезда Могилевской, с 26 апреля 1919 года Гомельской губернии. В состав волости в 1890 году входили 49 населенных пунктов с общим количеством 1675 дворов. В 1862 году открыто народное училище (в 1889 году 36 учеников). В 1885 году действовала больница (6 мест). Согласно переписи 1897 года располагались: церковь, хлебозапасный магазин, народное училище, 4 ветряные мельницы, лавка, кузница, трактир. В 1909 году 2070 десятин земли. Имелась отделение почтовой связи.
С 8 декабря 1926 года в составе БССР, центр Телешевского сельсовета Уваровичского, с 17 апреля 1962 года Гомельского районов Гомельского округа (до 26 июля 1930 года), с 20 февраля 1938 года Гомельской области.
Работали начальная школа, изба-читальня, ветеринарный пункт, лавка. В 1929 году организован колхоз «Красная площадь», работали конная круподробилка, 5 ветряных мельниц, кузница, шерсточесальня. Во время Великой Отечественной войны немецкие оккупанты убили 22 жителей (похоронены в могиле жертв фашизма на юго-восточной окраине). В боях за деревню осенью 1943 года погибли 266 советских солдат (похоронены в братской могиле на кладбище). 120 жителей погибли на фронте. В 1943—44 годах около деревни действовала посадочная площадка для советских самолетов. В 1959 году центр колхоза «Красная площадь». Расположены средняя школа, клуб, библиотека, отделение связи, детский сад, больница, столовая, кафе, 5 магазинов баня.
До 1 августа 2008 года центр Телешевского сельсовета.

## Население

### Численность
- 2004 год — 230 хозяйств, 625 жителей.

### Динамика
- 1848 год — 80 дворов.
- 1885 год — 156 дворов 747 жителей.
- 1897 год — 214 дворов 1391 житель (согласно переписи).
- 1909 год — 251 двор, 1604 жителя.
- 1959 год — 774 жителя (согласно переписи).
- 2004 год — 230 хозяйств, 625 жителей.
- 2015 год — 490 жителей.

## Культура
- Этнографический музей ГУО "Телешовская средняя школа" (2000)

## Достопримечательность
- Братская могила советских воинов
- Могила жертв фашизма

## Известные лица
- В. А. Галецкий — генерал-лейтенант артиллерии.